# Jezioro Czarne Sosnowickie
Jezioro Czarne Sosnowickie – jezioro położone we wschodniej Polsce, na obszarze Pojezierza Łęczyńsko-Włodawskiego, w gminie Sosnowica, w powiecie parczewskim. 
Jezioro ma prosty, eliptyczny kształt, ze słabo rozwiniętą linią brzegową o długości 2519 m. Powstało w utworach czwartorzędowych. Jest ono jednym z siedmiu najgłębszych jezior Pojezierza Łęczyńsko-Włodawskiego. Jezioro jest otoczone lasem bagiennym od południowego zachodu i lasem brzozowo-sosnowym od północnego wschodu. 
Na południowym brzegu jeziora znajduje się rezerwat przyrody Torfowisko przy Jeziorze Czarnym. Brzegi jeziora stanowią siedlisko lęgowe dla wielu gatunków ptaków, m.in. żurawia zwyczajnego, zimorodka, świergotka polnego, słonki, dzierzby czarnoczelnej. 
Na plaży ulokowane jest pole namiotowe, założone przez Nadleśnictwo Parczew.